# Río Cixerri
El Cixerri es un río del sur de Cerdeña, Italia. Nace en el Monte Croccoriga, a 313 m s. n. m., y desemboca en el Stagno di Cagliari, realizando un recorrido de 40 km. Antiguamente era afluente del Mannu.
A la altura del municipio de Siliqua, el curso del río se encuentra bloqueado por una presa para un aprovechamiento agrícola, civil e industrial del agua.
- Datos: Q769869